# Шагина, Парасковья Яковлевна
Парасковья Яковлевна Шагина (1897—1981) — советский передовик производства в сельском хозяйстве, доярка совхоза «Холмогорский» Архангельской области. Герой Социалистического Труда (1951).

## Биография
Родилась 10 ноября 1897 в деревне Косновская Холмогорского уезда Архангельской губернии в многодетной крестьянской семье.
В подростковом возрасте начала работать у деревенского священника, затем начала работать в общественном хозяйстве деревни Косновская.
С 1929 начала работать дояркой на ферме племенного молочного совхоза «Холмогорский» в селе Холмогоры Холмогорского района Архангельской области. В первое время все 50 коров племенного совхоза давали за лактацию по 1500 килограммов молока, в день одна корова давала около — 5 килограммов молока. В 1931 от 16 коров своей группы надоила 160 килограммов молока в день. Вскоре   от одной из своих коров получила за год —  9732 килограмма молока.
В 1939 была участницей Всесоюзной сельскохозяйственной выставке СССР в Москве, где «за достижения в труде и как передовик социалистического соревнования» была удостоена малой Золотой медали ВДНХ. В последующем представляя свои достижения на ВСХВ СССР постоянно награждалась медалями ВДНХ разного достоинства.
В 1949 от каждой из 10 коров своей группы при ручной дойке получила по 5028 килограммов молока.
23 сентября 1949 указом Президиума Верховного Совета СССР «за выдающиеся трудовые достижения» была награждена Орденом Трудового Красного Знамени.
6 сентября 1950 указом Президиума Верховного Совета СССР «за выдающиеся трудовые достижения» была награждена вторым Орденом Трудового Красного Знамени.
В 1950 обслуживала 8 коров и получила от каждой из них по 6271 килограмму молока с содержанием 221 килограмма молочного жира в среднем от коровы за год.
3 октября 1951 указом Президиума Верховного Совета СССР «за достижение высоких показателей в животноводстве в 1950 году при выполнении совхозом плана сдачи государству сельскохозяйственных продуктов и за выполнение годового плана прироста поголовья по каждому виду продуктивного скота и птицы» была удостоена звания Героя Социалистического Труда с вручением Ордена Ленина и золотой медали «Серп и Молот».
В 1951 удой от коровы её группы был доведён до 6487 килограммов молока.
С 1955 на пенсии.
Жила в селе Холмогоры Холмогорского района Архангельской области. Скончалась 1 июня 1981, похоронена на Холмогорском кладбище.

## Награды
- Медаль «Серп и Молот» (3.10.1951)
- Орден Ленина (3.10.1951)
- Два Ордена Трудового Красного Знамени (23.09.1949, 6.09.1950)
- Золотая медаль ВДНХ